# San José la Nueva
San José la Nueva är en ort i Mexiko.   Den ligger i kommunen Huixtán och delstaten Chiapas, i den sydöstra delen av landet, 800 km öster om huvudstaden Mexico City. San José la Nueva ligger 1 832 meter över havet och antalet invånare är 336.
Terrängen runt San José la Nueva är huvudsakligen kuperad. San José la Nueva ligger nere i en dal. Runt San José la Nueva är det glesbefolkat, med 16 invånare per kvadratkilometer. Närmaste större samhälle är Chanal, 7,8 km öster om San José la Nueva. I omgivningarna runt San José la Nueva växer huvudsakligen savannskog.